# Czesławice (województwo dolnośląskie)
Czesławice – wieś w Polsce położona w województwie dolnośląskim, w powiecie ząbkowickim, w gminie Ciepłowody, na przedgórzu sudeckim.

## Podział administracyjny
W latach 1975–1998 miejscowość administracyjnie należała do województwa wałbrzyskiego.

## Demografia
Według Narodowego Spisu Powszechnego liczyły 58 mieszkańców. Jedna z 4 najmniejszych miejscowości gminy Ciepłowody (wszystkie poniżej 60 mieszkańców).

## Historia
Nazwę miejscowości w zlatynizowanych staropolskich formach Cezlawiz, Cezlawitz, Ceslauici oraz Czeslawicz notuje wraz z sąsiednimi wsiami spisana po łacinie w latach 1269–1273 Księga henrykowska. Wymienia ona jako właściciela wsi Ścibora z Czesławic (Stiborius, Chesseborius).

## Szlaki turystyczne
Ząbkowice Śląskie - Bobolice - Cierniowa Kopa - Zameczny Potok - Muszkowicki Las Bukowy - Muszkowice - Czesławice - Henryków - Raczyce - Witostowice - Nowolesie - Nowoleska Kopa - Kalinka - Nowina - Dzierzkowa - Przeworno – Krzywina – Garnczarek – Skrzyżowanie pod Dębem – Biały Kościół